# Juan Fernando Abusaid
Juan Fernando Abusaid Quinard(1961); es un empresario mexicano, consejero de instituciones como la Federación Nacional de Promotores Industriales de la Vivienda, A.C. (PROVIVAC); CANADEVI, INFONAVIT, entre otras a nivel local y nacional.
Fundador de varias empresas, actualmente es presidente de la Cámara Nacional de la Industria de Desarrollo y Promoción de Vivienda (CANADEVI).

## Educación y Trayectoria Profesional
Juan Fernando Abusaid, nació el 21 de febrero de 1961 en la ciudad de Torreón, Coahuila.
Es Licenciado en Ciencias de la Comunicación Social por la Universidad Anáhuac en la Ciudad de México.
En 1982, luego de graduarse, se incorporó al negocio familiar, donde colaboró durante 12 años.
El primero de múltiples proyectos de construcción de vivienda que han marcado su trayectoria fue Impulsora y Suministros del Norte, S.A. de C.V. en 1994.
Posteriormente, en Torreón, Coahuila; funda ALO Vivienda, S.A. de C.V. empresa que actualmente representa.
Bajo la dirección de Abusaid, Alo Vivienda fue la primera desarrolladora en obtener el registro de innovación en vivienda económica en México.
Actualmente reconocida como una desarrrolladora inmobiliaria ecológica, sustentable e incluyente es decir, apta para personas con capacidades diferentes. Según datos oficiales, marcó altos índices tecnológicos en materia de eco sistemas integrados para programas piloto de Infonavit.
Cabe mencionar que es el segundo coahuilense que dirige actualmente una Cámara a nivel nacional, también es miembro de la Comisión Mixta de Desarrolladores, así como del H. Consejo de Administración de Infonavit.

## Resultados de su gestión como presidente de la CANADEVI
Tras la profundización de la crisis financiera de algunas desarrolladoras como URBI, GEO y Homex, la banca privada dejó de invertir en el sector por lo que el crédito a la adquisición de vivienda cayó un 70% en algunas entidades del país.
Con el objetivo de atraer inversión extranjera con tasas de interés relativamente bajas y lograr el crecimiento de la industria de la vivienda; bajo la gestión de Abusaid Quinard, se desarrollaron diversos productos financieros tales como certificados de capital de desarrollo y fideicomisos de inversión en bienes raíces.
También se crearon esquemas de asociaciones público privadas con el objetivo de obtener capital con mejores condiciones de inversión, de las que se deriva el convenio con la Compañía Española de Financiación del Desarrollo (COFIDES) que en el 2014, atrajo al sector una inversión de 750 millones de euros.
Según un informe oficial de la CANADEVI y CONAVI, la gestión de Abusaid como presidente de la Cámara, tras impulsar y consolidar instrumentos como el Programa Nacional de Vivienda y Desarrollo Urbano, ha logrado "fortalecer, trasnacionalizar y mejorar la calidad de la industria en el sector a través de acuerdos y convenciones nacionales e internacionales"; mismos que según cifras del Registro Único de Vivienda, en el 2015 apuntaron un crecimiento de 34 mil viviendas logrando una inversión de 1.8 billones de pesos.

## Principales cargos
| Periodo   | Cargo                                   | Institución                                                                      |
| --------- | --------------------------------------- | -------------------------------------------------------------------------------- |
| 2013-2016 | Presidente Nacional                     | Cámara Nacional de la Industria de Desarrollo y Promoción de Vivienda (CANADEVI) |
| 2010-2012 | Primer Vicepresidente Nacional          | CANADEVI                                                                         |
| 2007-2010 | Vicepresidente Nacional de Delegaciones | CANADEVI                                                                         |
| 2003-2007 | Consejero Nacional                      | Cámara Nacional de la Industria de Desarrollo y Promoción de Vivienda (CANADEVI) |
| 2000-2003 | Presidente Regional                     | CANADEVI, La laguna                                                              |
| 1996-2000 | Consejero Nacional                      | Federación Nacional de Promotores Industriales de la Vivienda A.C. (PROVIVAC)    |